# The Alphabet Killer
The Alphabet Killer (bra: O Assassino do Alfabeto)é um filme estadunidense de 2008 do gênero policial, dirigido por Rob Schmidt. O roteiro de Tom Malloy (que também atua no filme), se baseia vagamente nos crimes reais chamados de "assassinatos do alfabeto", sobre as mortes ocorridas em Rochester entre 1971 e 1973. É um semi-remake do filme para TV Murder in Greenwich de 2002.  
De 1970 a 1973, três moças de Rochester no Estado de Nova Iorque foram brutalmente estupradas e estranguladas e seus corpos jogados nos arredores. A letra do primeiro e do último nome das vitímas coincidiam com a primeira letra do local onde foram encontradas. O escritor Tom Malloy desenvolveu o script com a ajuda dos investigadores originais do caso.[carece de fontes?]

## Elenco
- Eliza Dushku...Megan Paige
- Cary Elwes...Kenneth Shine
- Timothy Hutton...Richard Ledge
- Tom Malloy...Steven Harper
- Michael Ironside...Nathan Norcoss
- Carl Lumbly...Dr. Ellis Parks
- Bill Moseley...Carl Tanner
- Tom Noonan...capitão Gullikson
- Melissa Leo...Kathy Walsh
- Martin Donovan...Jim Walsh
- Andrew Fiscella...Len Schafer